# 吳詠紅
吳詠紅（英語：Sher Ng Wing Hung，1966年12月21日—），藝名吳詠虹，香港無線電視前女演員。

## 簡歷
吳詠紅在1987年第十三期無綫電視藝員訓練班畢業後加入無綫電視。1988年無綫電視銀河十星之一 : 崔嘉寶、林穎嫻、邱淑貞、李婉華、李中寧、胡越山、邵仲衡、郭富城、李耀敬 。此后演出多部電視劇，在1990年代初期比較活躍，現為日本芳珂（Fancl）一名首席化妝師，為前「現代經典婚紗攝影」工作。
吳詠紅前夫為藝人何英偉，兩人育有一女。

## 演出作品

### 電視劇（無綫電視）
鐳射青春 （1987）
- 人海綠皮書 (1987)
- 生命之旅 (1987)
- 豪情 (1988)
- 誓不低頭 (1988)
- 狂龍 飾 雪雁 (1988)
- 飛躍霓裳 (1988)
- 無名火 飾 Wendy（文員） (1988)
- 無冕急先鋒 (1988)
- 都市方程式 飾 阿花 (1988)
- 狙擊神探 飾 潘少媚 (1988)
- 上海大風暴飾 烏蘇拉 (1989)
- 花月佳期 (1989)
- 萬家傳說 (1989)
- 大城小警 (1989)
- 飛虎群英 (1989)
- 家山有福 飾 柳詠紅 (1989)
- 傲劍春秋 (1990) 飾 馮九妹
- 我本善良 (1990) 飾 金玉碧
- 飛躍官場 (1990) 飾 崔念奴
- 螳螂小子飾 姜靜 (1990) 於1994年首播
- 鐵血男兒 飾 林翠珊(1991)
- 我愛玫瑰園飾 歐陽思穎（1991）
- 日月神劍 飾 姜玲(1991)
- 捉妖奇兵 飾 姜玲 (1992)
- 人鬼狐飾 狐湘湘 (1992)
- 大時代 飾 方芳(1992)
- 極度空靈：快樂的癲雞 飾 P.K. (1992)
- 老襯喜相逢 飾 馬冬欣(1993)
- 賭霸天下 (1993)
- 九彩霸王花 (1993)
- 孤星劍 飾 夢姬/慈寧格格 (1994)
- 俠女遊龍 飾 曹文珠 (1994)
- 白髮魔女傳 飾 客娉婷 (1994)
- 恨鎖金瓶 飾 宋蕙蓮(1994)
- 驚心都市 (1994)
- 烈火狂奔 飾 張婉芳(1994)
- 愛有明天 (1994)
- 包青天 飾 孫夫人 (1995)
- 一切從失蹤開始 飾 方楚怡(1995)
- 刑事偵緝檔案II 飾 袁天麗（檔案二:「燒屍懸案」；馬成昌之情婦）(1995-96)
- 真情 飾 Judy(1995-99)
- 武當張三豐 飾 塔合兒(1996)
- 900重案追兇 飾 關慧芬（案件死者；ANNIE；林茜好友）（1996）
- 天地男兒 飾 方巧虹(1996)
- 闔府統請 飾 歐陽珊(1996)
- 當女人愛上男人 飾 關玉燕(1997)
- 迷離檔案 飾 吳秋萍 (1997)

### 電視電影（無綫電視）
- 鐵窗雄淚 (1990)
- 律政皇庭 飾 王美宜（May）(1991)
- 倒數七日情 (1995)

### 電影
- 蠻荒的童話 (1991)

### 節目主持（無綫電視）
- 歡樂今宵班底（1989年）
- 寰宇風情（九州特輯）（1991年）
- 寰宇風情（特輯）（1992年）
- 寰宇風情（印尼特輯）（1995年）
- 大江南北（江西省特輯）（1995年）

### 音樂錄像
- 張學友《親親》（1989年）

## 外部連結
- 吳詠紅的Facebook專頁
- 吳詠紅在香港影庫上的簡介